# Lista de representantes permanentes do Malawi nas Nações Unidas
Esta é uma lista de representantes permanentes do Malawi, ou outros chefes de missão, junto da Organização das Nações Unidas em Nova Iorque.
O Malawi foi admitido como membro das Nações Unidas a 1 de dezembro de 1964.
| Início | Término | Representante permanente (Chefe de missão) | Cargo                    | Credenciais |
| ------ | ------- | ------------------------------------------ | ------------------------ | ----------- |
| 1964   | 1965    | David Rubadiri                             | Representante permanente |             |
| 1965   | 1966    | John Ngwiri                                | Representante permanente |             |
| 1966   | 1967    | Bridger W. Katenga                         | Representante permanente |             |
| 1967   | 1972    | Wales Nyemba Mbekeani                      | Representante permanente |             |
| 1972   | 1972    | Gamaliel Petro Bandawe                     | Representante permanente |             |
| 1972   | 1975    | Robert Bernard Mbaya                       | Representante permanente |             |
| 1975   | 1981    | T. J. X. Muwamba                           | Representante permanente |             |
| 1981   | 1985    | N. T. Mizere                               | Representante permanente |             |
| 1985   | 1988    | Timon Mangwazu                             | Representante permanente |             |
| 1989   | 1992    | Robert Bernard Mbaya                       | Representante permanente |             |
| 1992   | 1995    | Ngelesi M. Mwaungulu                       | Representante permanente |             |
| 1995   | 2000    | David Rubadiri                             | Representante permanente |             |
| 2000   | 2001    | Yusuf M. Juwayeyi                          | Representante permanente | 2000-01-13  |
| 2001   | 2003    | Isaac Chikwekwere Lamba                    | Representante permanente | 2002-02-11  |
| 2004   | 2006    | Brown Chimphamba                           | Representante permanente | 2004-04-13  |
| 2006   | 2010    | Steve D. Matenje                           | Representante permanente | 2006-11-30  |
| 2010   | 2012    | Brian G Bowler                             | Representante permanente | 2010-06-04  |
| 2013   | 2014    | Charles Peter Msosa                        | Representante permanente | 2013-02-04  |
| 2014   | 2016    | Brian G. Bowler                            | Representante permanente | 2014-12-17  |
| 2016   | atual   | Necton D. Mhura                            | Representante permanente | 2016-09-09  |